# Dux Zsigmond

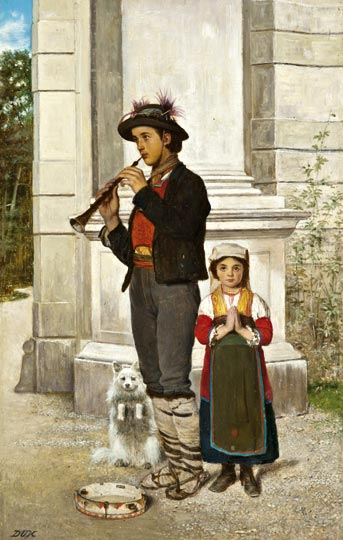
Utcai zenészek

Dux Zsigmond (Pozsony, 1826. december 1. – 1895) magyar festőművész. Főleg az utcai életet ábrázoló festményeivel keltett figyelmet. 

## Életpályája
Művészeti tanulmányait Bécsben végezte, aztán 1860-as évektől egy ideig Budapesten, majd ismét Bécsben élt. 1859-1888 között rendszeresen szerepelt a budapesti csoportos kiállításokon.
Arcképeket és életképeket festett, amelyeket 1859–1863 között a Pesti Műegylet, majd 1878–1888 között a Képzőművészeti Társulat kiállításain állított ki.
Életképei: Magyar parasztnő gyümölccsel (1863); Fürdő nő (1878); Jön a szemeteskocsi, A hivatalos óra (1879); Virágárus leány (1880); Ólomöntés (1884); Kérvényaláírás a szegények házában (1885).
Pozsonyból, Lütgendorf Ferdinánd festőiskolájából Bécsbe került és ott folytatta tanulmányait, amelyek végeztével letelepedett a városban. Az 1860-as években Pesten élt.
A budapesti 1888-i őszi kiállításon még szerepelt egy életképével (A paraszt végrendelkezése).